# Mabini (Bohol)
Mabini è una municipalità di quarta classe delle Filippine, situata nella Provincia di Bohol, nella Regione del Visayas Centrale.
Mabini è formata da 22 baranggay:
- Abaca
- Abad Santos
- Aguipo
- Baybayon
- Bulawan
- Cabidian
- Cawayanan
- Concepcion (Banlas)
- Del Mar
- Lungsoda-an
- Marcelo
- Minol
- Paraiso
- Poblacion I
- Poblacion II
- San Isidro
- San Jose
- San Rafael
- San Roque (Cabulao)
- Tambo
- Tangkigan
- Valaga